# Ladybird Hill
Ladybird Hill er en hund i tegneserien King of the Hill. Hunden tilhører Hank Hill. Hun er opkaldt efter hustruen til præsident Lyndon Johnson, Lady Bird Johnson. Hun er en raceren Georgia blodhund; hendes mor jagede James Earl Ray ned i New River, Tennessee efter han flygtede fra fængsel. Hank er ikke tryg ved at vise følelser overfor sin familie, men Ladybird fortæller han ofte at han elsker
| Taleboble | Spire Denne tegneserieartikel er en spire som bør udbygges. Du er velkommen til at hjælpe Wikipedia ved at udvide den. |